# Гросрудештедт
Гросрудештедт (нім. Großrudestedt) — громада в Німеччині, розташована в землі Тюрингія. Входить до складу району Земмерда. Складова частина об'єднання громад Грамме-Ауе.
Площа — 23,87 км2. Населення становить 1895 ос. (станом на 31 грудня 2021).